# عينالي
عينالي (بالفارسية: عینالی) أو عون بن علي، هي سلسلة جبلية تقع شمال تبريز، إيران. تحتوي المجموعة الجبليَّة على عدة قمم بما في ذلك عينالي (1800 م)، حليلة (1850) م)، باكيه تشين (1945) م)، بهلول (1985) م) وأعلى ارتفاع هو داند (2378) م). يوجد في أعلى الجبل قبر يعتقد أنه قبر رجلين من رجال الدين الذين يرتبط اسم الجبل بهما. هناك اعتقاد سائد بين الناس بأن المبنى في الأصل كان معبدًا زرادشتيًا أو كنيسة وأن تسمية الضريح هي غطاء لإنقاذ البناء من الدمار أثناء الفتح الإسلامي.

## معرض الصور

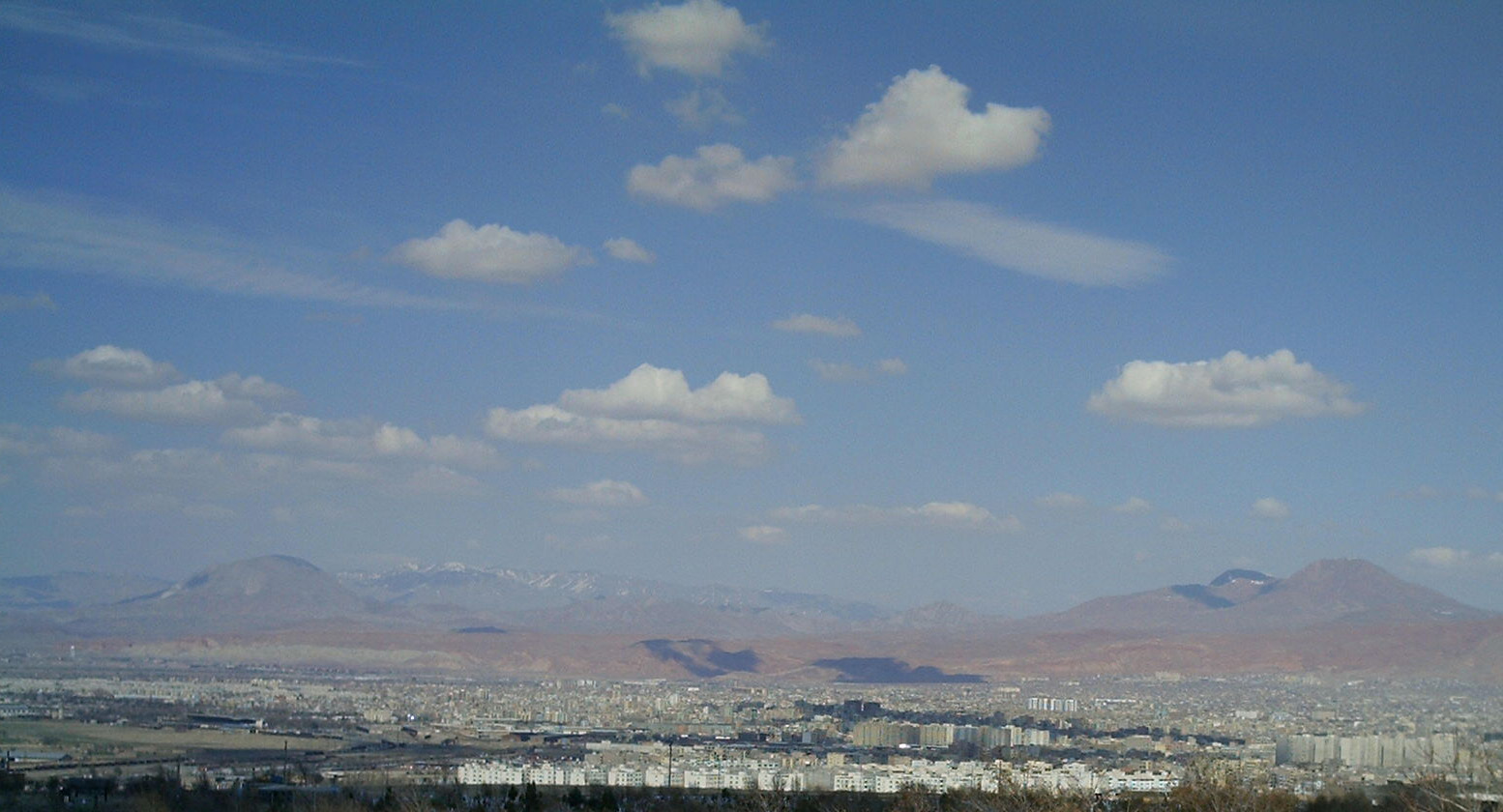
منظر من التلال الجنوبية للمدينةتبريزمع عينالي في شمال تبريز.
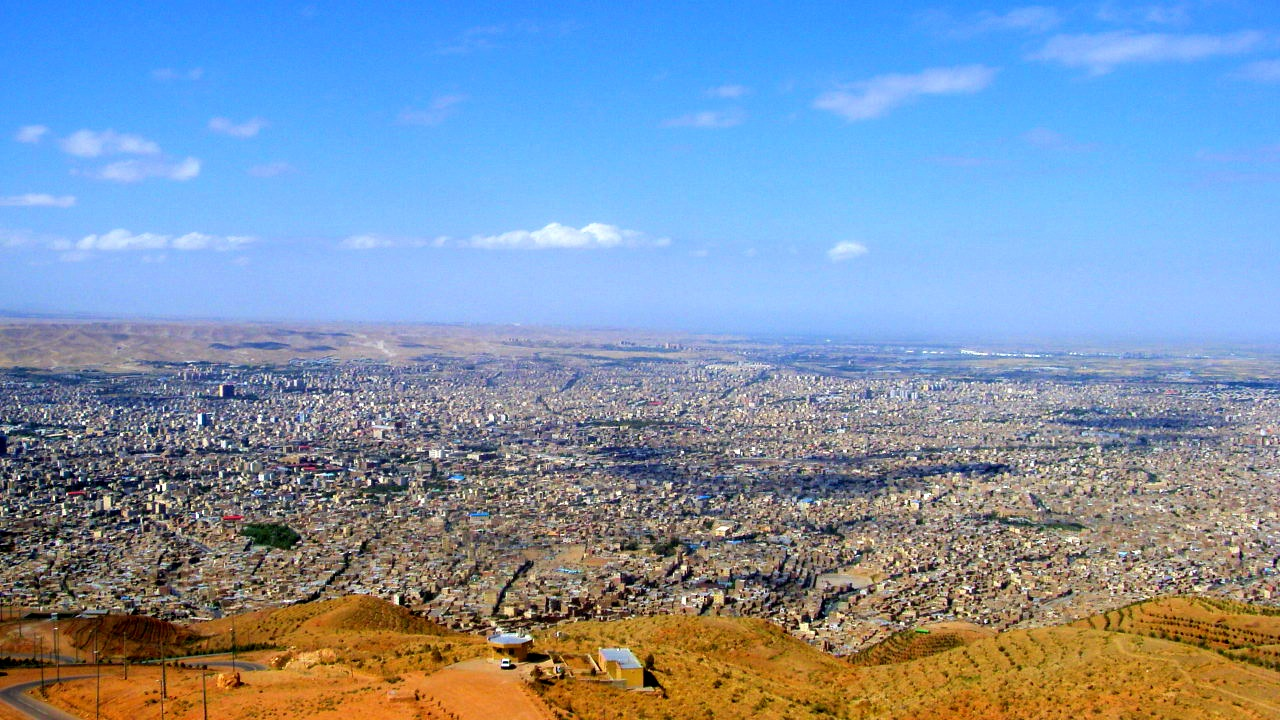
منظر لمدينة تبريز من سفوح جبل عينالي.
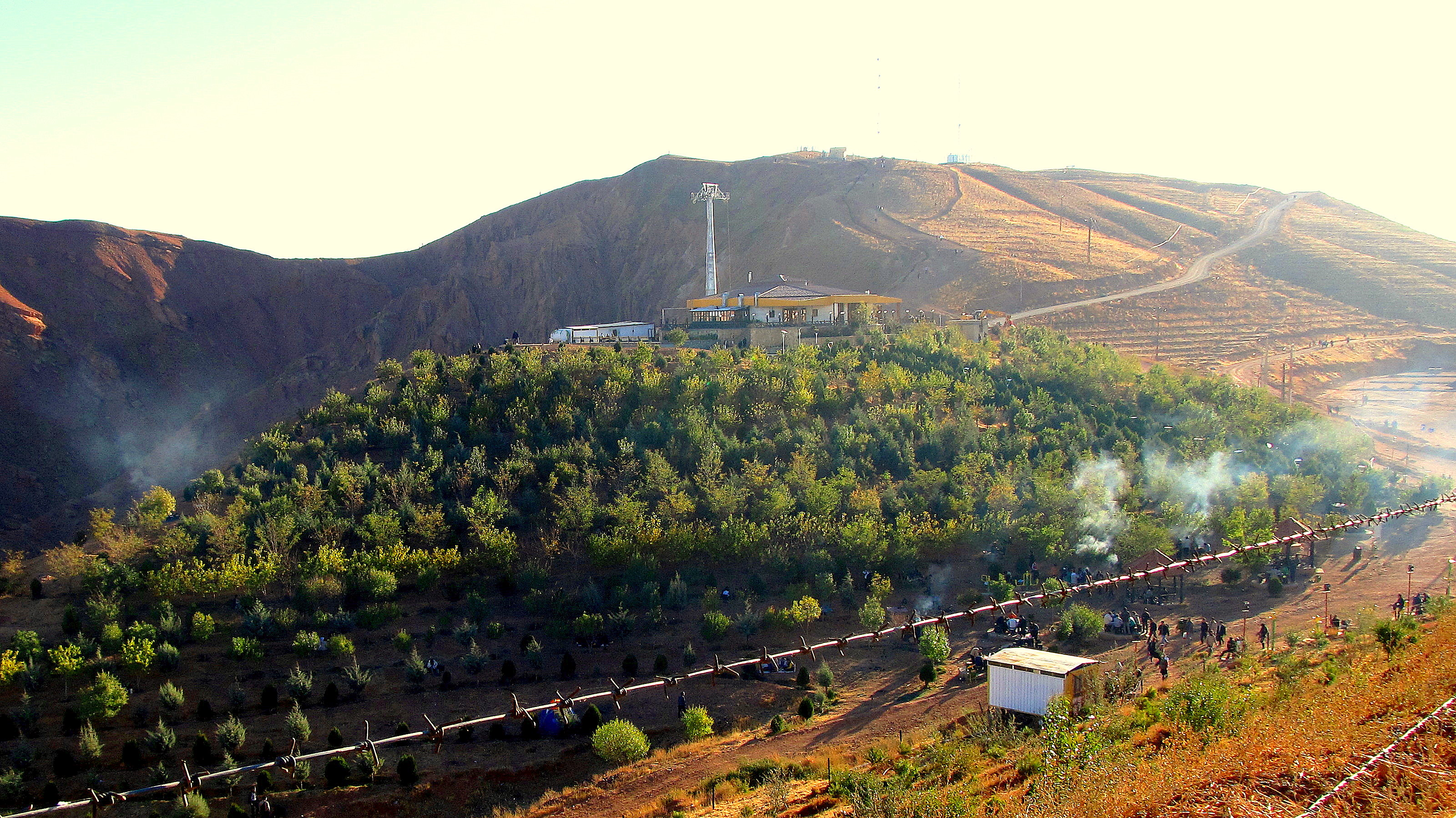
غابة اصطناعية في عينالي.
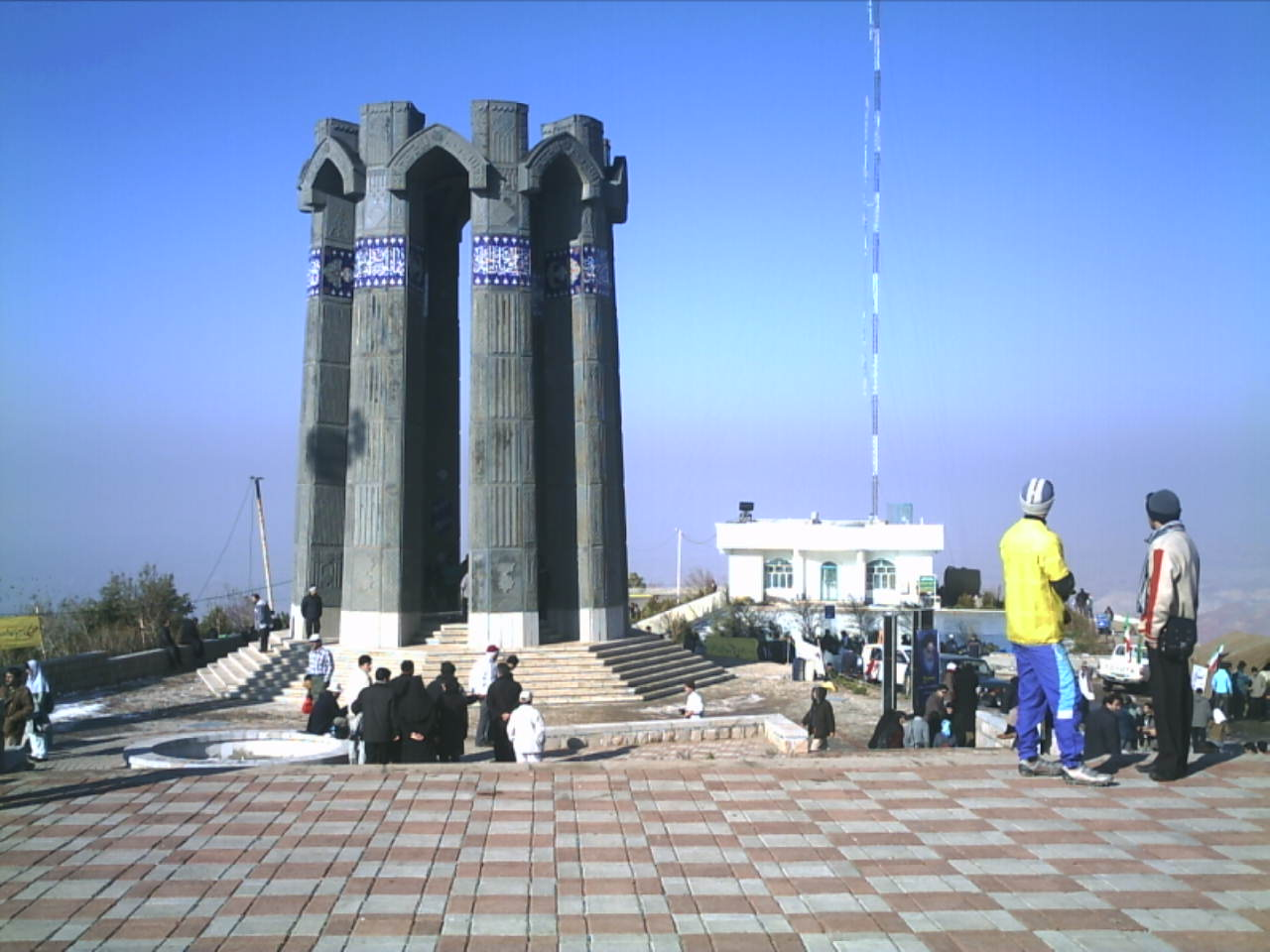
نصب تذكاري في ينالي تم تخليده تخليدًا لذكرى أولئك الذين فقدوا حياتهم خلال الحرب.